# Edilberto Evangelista

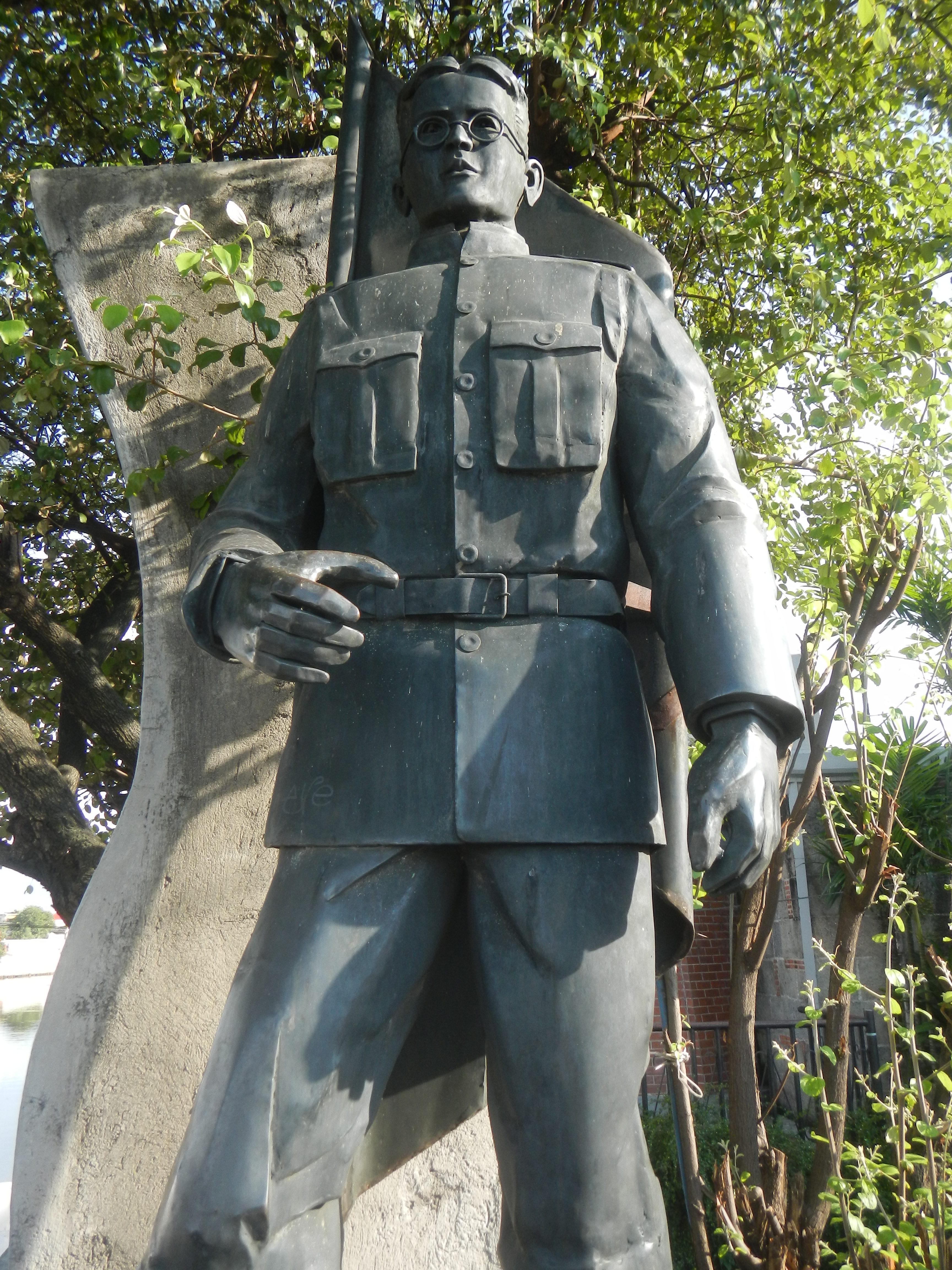
Standbeeld van Edilberto Evangelista bij Zapote Bridge

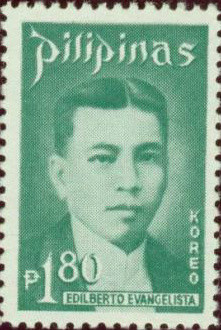
Een postzegel met Evangelista uit 1973

Edilberto Evangelista (Manilla, 24 februari 1862 - Bacoor, 17 februari 1897) was een Filipijns onafhankelijkheidsstrijder en een generaal in de Filipijnse Revolutie. Hij werd door zijn soldaten wel aangeduid als "de loopgravenbouwer" of "de ingenieur" vanwege zijn kennis van het bouwen van loopgraven en fortificaties. Evangelista stond bekend om zijn moed en onverschrokkenheid. Hij kwam om het leven tijdens de Slag om Zapote Bridge.

## Biografie

### Vroege levensloop en carrière
Edilberto Evangelista werd geboren op 24 februari 1862 in Santa Cruz in de Filipijnse hoofdstad Manilla. Zijn ouders waren zilversmit Agaton Evangelista en Faustina Toribio. In eerste instantie volgde hij onderwijs op de school van zijn oom Juan Evangelista. Vanaf 1871 studeerde Evangelista aan het Colegio de San Juan de Letran, waar hij in 1878 een Bachelor of Arts-diploma behaalde. Aansluitend studeerde hij aan de University of Santo Tomas. In eerste instantie studeerde hij conform de wens van zijn vader Theologie. Na de dood van zijn vader studeerde hij medicijnen. Hij zag zich uiteindelijk gedwongen om te stoppen met zijn studie wegens geldgebrek en een slechte gezondheid.  
Hij nadien was enige tijd actief als veehandelaar en tevens gaf hij onderwijs aan de school van zijn oom en als privéleraar voor rijke families. Hij woonde en werkte enige tijd in Cebu City als tabakhandelaar. In rustige periodes bouwde hij als aannemer ook wegen en bruggen voor de lokale overheid. Na enige tijd keerde Evangelista weer terug naar Manilla waar hij actief was als zakenman. Omdat hij graag een studie wilde afronden droeg hij zijn  zaken over aan zijn broer, die hem in ruil beloofde financieel te ondersteunen bij zijn studie. In 1890 reisde hij naar de Spaanse hoofdstad Madrid waar hij zich inschreef aan de Polytechnische Universiteit van Madrid. Hij ontmoette er diverse leden van de Filipijnse ilustrados zoals José Rizal, Marcelo del Pilar, Juan Luna en Mariano Ponce. Op advies van Rizal besloot hij uiteindelijk in 1892 om Civiele Techniek te gaan studeren aan de Universiteit Gent in België. 

### Filipijnse Revolutie
Ondanks diverse aanbiedingen van met name Belgische bedrijven, keerde hij na het behalen van zijn diploma Civiele Techniek op 18 oktober 1895 terug naar de Filipijnen, waar hij in september 1896, een maand na het begin van de Filipijnse Revolutie, aankwam. Daar werd hij direct gearresteerd toen de Spanjaarden in zijn bezittingen de boeken van Rizal, Noli Me Tangere en El filibusterismo vonden met een persoonlijke noot daarin van Rizal zelf. Hij werd vastgezet in Bilibid Prison, maar vrijgelaten nadat hij uit kon leggen hoe hij daar aan kwam.
Evangelista brak daarna lopend, en vermomd als boer, door de frontlinies heen om zich aan te sluiten bij de opstandelingen. In oktober 1896 werd hij ontvangen door Emilio Aguinaldo, die dringend iemand kon gebruiken met verstand van het aanleggen van loopgraven en fortificaties.  Evangelista bouwde de loopgraven in Binikayan, Dalahican en Noveleta, hielpen enorm bij het tegenhouden van de Spaanse troepen onder leiding van de Gouverneur-generaal van de Filipijnen Ramon Blanco. Daarna bouwde hij nog op diverse andere locaties loopgraven. Door zijn fortificatie in Binikayan van 1500 meter lang en 2,5 meter hoog wisten de revolutionaire troepen op 9 en 10 november de aanval van kolonel José Marina af te slaan. Kort daarna werd hij werd door Aguinaldo aangesteld als directeur-generaal van de geniekorps en benoemd tot luitenant-generaal in het revolutionaire leger.
Ook later wist hij nog successen te boeken tegen de Spanjaarden. Hij stond bekend om zijn onverschrokkenheid. Op 22 december 1896 werden Evangelista en zijn mannen overvallen door een overmacht aan Spaanse troepen. Zijn moed en onverschrokkenheid zorgde ervoor dat de Spanjaarden uiteindelijk toch verslagen werden. Op 17 februari 1897 werd deze karaktereigenschap hem echter fataal tijdens de Slag om Zapote Bridge in Zapote in Bacoor. Toen hij de loopgraven verliet om het verloop van de aanval van de tegenstanders goed te kunnen bestuderen werd hij door zijn hoofd werd geschoten. 

### Nalatenschap
Het grootste militaire kamp in Mindanao, in Cagayan de Oro werd naar hem vernoemd: Camp Edilberto Evangelista. Diverse straten dragen zijn naam, waaronder twee grote straten in Quiapo en in Makati. Ook de General Evangelista Street in Bacoor is naar hem vernoemd.